# Carolina Costagrande
Carolina Del Pilar Costagrande (15 d'octubre de 1980, El Trébol) és una jugadora de voleibol nascuda a l'Argentina i nacionalitzada italiana. Durant la temporada 2013 juga en el Guangdong Hengda Volleyball Club.
Va participar en els Jocs Olímpics de Londres 2012, però van ser eliminades en quarts de final per l'equip de Corea del Sud.

## Trajectòria
Comença en categoria juvenil en el club de la seva ciutat natal, el Club Atlètic Trebolense. Va iniciar la seva carrera professional en Argentina, jugant en el campionat argentí amb Club Atlètic Boca Juniors. A la fi dels anys noranta va obtenir la seva primera convocatòria amb l'equip nacional argentí, amb la qual va guanyar la medalla de plata en el Campionat Sud-americà de 1999. També va participar aquest mateix any en la Copa del Món i en el Campionat del Món de 2002, moment en el qual va decidir no tornar a jugar amb l'esquadra nacional argentina.
Des de la temporada 1998-99 juga a Itàlia, amb el Pallavolo Palerm, de la sèrie A1. En la següent temporada fitxa pel Futura Volley Bust Arsizio i any a any canvia d'equip, primer al Teodora Ravenna, i després al Pieralisi Volley en el qual es queda per dos anys. En la temporada 2003-04 torna al Teodora Ravenna, i a l'any següent torna a canviar, en aquesta ocasió al Volley 2002 Forlì.
En la temporada 2005-06 obté la nacionalitat italiana jugant en el Robursport Volley Pesaro, amb els quals estarà durant cinc anys, en els quals obté diversos títols, com tres lligues consecutives del 2008 al 2010, dues copes CEV, una copa d'Itàlia i tres Supercopas d'Itàlia. En 2010 va ser convocada per primera vegada per jugar amb la selecció nacional italiana. En la temporada 2010-11 es va anar a Rússia per jugar en el Dinamo de Moscou, que jugava en la primera divisió russa. En 2011, amb l'equip nacional italià va aconseguir guanyar la Copa del Món, sent premiada com la Jugadora Més Valuosa del torneig. A més va disputar amb la selecció el Grand Prix de 2011 i 2012 i els Jocs Olímpics de Londres 2012. En la següent temporada va fitxar pel Guangdong Hengda Volleyball Club, equip que disputa la primera divisió xinesa, que guanya aquest mateix any.

## Clubs
| Club                            | País            | Anys      |
| Club Trebolense                 | Argentina       | 1986?1996 |
| Boca Juniors                    | Argentina       | 1996?1998 |
| Riu Marsí Palerm                | Itàlia          | 1998?1999 |
| Brums Bust Arsizio              | Itàlia          | 1999?2000 |
| Mirabilandia Teodora Ravenna    | Itàlia          | 2000?2001 |
| Munti Schiavo Banca Marche Jesi | Itàlia          | 2001?2003 |
| PinetaGuru Ravenna              | Itàlia          | 2003?2004 |
| Infotel Europa Systems Forlí    | Itàlia          | 2004?2005 |
| Scavolini Pesaro                | Itàlia          | 2005-2010 |
| Dynamo Moscou                   | Rússia          | 2010-2011 |
| Guangdong Evergrande            | R.P. de la Xina | 2011-2013 |

## Palmarès

### Campionats nacionals
| Títol                          | Club                      | País   | Any     |
| ------------------------------ | ------------------------- | ------ | ------- |
| Copa CEV de voleibol           | Robursport Pesaro         | Itàlia | 2005-06 |
| Supercopa italiana de voleibol | Robursport Pesaro         | Itàlia | 2006    |
| Copa CEV de voleibol           | Robursport Pesaro         | Itàlia | 2007-08 |
| Lliga italiana de voleibol     | Robursport Pesaro         | Itàlia | 2007-08 |
| Supercopa italiana de voleibol | Robursport Pesaro         | Itàlia | 2008    |
| Lliga italiana de voleibol     | Robursport Pesaro         | Itàlia | 2008-09 |
| Copa italiana de voleibol      | Robursport Pesaro         | Itàlia | 2008-09 |
| Supercopa italiana de voleibol | Robursport Pesaro         | Itàlia | 2009    |
| Lliga italiana de voleibol     | Robursport Pesaro         | Itàlia | 2009-10 |
| Lliga xinesa de voleibol       | Guangdong Evergrande V.C. | Itàlia | 2011-12 |

### Copes internacionals
| Títol                                                  | Club                                         | País      | Any  |
| ------------------------------------------------------ | -------------------------------------------- | --------- | ---- |
| Plata Campionat Sud-americà de Voleibol Femení de 1999 | Selecció femenina de voleibol de l'Argentina | Veneçuela | 1999 |
| Plata Campionat Sud-americà de Voleibol Femení de 2001 | Selecció femenina de voleibol de l'Argentina | Argentina | 2001 |
| Copa Mundial de Voleibol                               | Selecció femenina de voleibol d'Itàlia       | Japó      | 2011 |

### Distincions individuals
| Títol                          | Club                                   | País      | Any  |
| ------------------------------ | -------------------------------------- | --------- | ---- |
| MVP Supercopa italiana         | Robursport Pesaro                      | Itàlia    | 2006 |
| MVP Supercopa italiana         | Robursport Pesaro                      | Itàlia    | 2009 |
| Premi Konex - Diploma al Mèrit |                                        | Argentina | 2010 |
| MVP Copa del Món               | Selecció femenina de voleibol d'Itàlia | Japó      | 2011 |